# Рожа садова
Рожа городня, рожа рожева, (Alcea rosea) — вид квіткових рослин родини мальвові (Malvales).

## Опис

Рожева квітка рожі в Охтирці, 13 липня 2025 року

Це багаторічна (іноді дворічна) трав’яниста квіткова рослина, що широко використовується як декоративна культура в садах, дворах і парках. У народі її також називають '''мальва''', '''садова ружа''', хоча ботанічно вона належить до окремого роду Alcea. 

### Морфологічна характеристика
Стебло прямостояче, міцне, опушене, сягає 1–2,5 м заввишки. Листки великі, черешкові, 5–7-лопатевокруглі або серцеподібні, по краю тупо-зубчасті, вкриті жорсткими волосками. Квітки — поодинокі або зібрані в довгі колосоподібні суцвіття. Підчаша шестироздільна, набагато коротша за чашечку. Пелюстки майже округлі, на верхівці з виїмкою. Діаметр квіток — до 10–15 см. 

Листок рожі городньої в Охтирці, 13 липня 2025 року

Забарвлення варіює: біле, рожеве, червоне, пурпурове, жовте, фіолетове, іноді майже чорне; у культурних сортів — часто махрові. Плід — багатогорішка, що розпадається  на окремі плодики, які кільцем розташовуються навколо карпофору. Плодики по краю з крилатою облямівкою.

### Біологія
Цвітіння триває з червня до вересня. Рожа світлолюбна, посухостійка, невибаглива до ґрунтів, але найкраще розвивається на помірно вологих, родючих ґрунтах. Розмножується переважно насінням, можливий самосів. Запилюється комахами, зокрема бджолами та джмелями.

## Поширення
Точне походження рослини невідоме, згідно з Plants of the World Online це Туреччина, однак справді дикорослі популяції виду невідомі. Вирощується й натуралізована у Північній Америці, деяких територіях Південної Америки, в Північній Африці, Європі, Центральній і Південній Азії, Новій Зеландії. 
За даними авторів Флори Китаю цей вид рослин походить із південно-західних провінцій Китаю, а в Європі з'явився лише в 15 сторіччі. Разом з тим, в Китаї відомі тільки культивовані рослини, а популяції у дикій природі не відомі.
Є припущення, що Alcea rosea має гібридогенне походження між Alcea pallida та Alcea setosa (Blamey & Grey-Wilson 1989).

## Значення

Рожевий бутон рожі в Охтирці, 13 липня 2025 року

Рожу городню культивують як популярну декоративну рослину по всій території України. Використовується для озеленення прибудинкових територій, парканів, клумб, алей. З пелюсток добувають фарбу, яку використовують для підфарбовування ліків, вин, кондитерських виробів. Рослина лікарська. У народній медицині квітки й листки застосовують як пом’якшувальні засоби при застудах, запаленнях дихальних шляхів, шкірних висипаннях.Також рожа чутлива до забруднення повітря, тому її іноді використовують як біоіндикатор екологічного стану.

### Цікаві факти
- У фольклорі та поезії рожа часто уособлює жіночу красу, ніжність і сільський побут.
- Завдяки великій кількості культурних сортів рожа вирізняється широкою гамою кольорів і форм.